# Ross 128 b
Ross 128 b je exoplaneta obíhající kolem červeného trpaslíka Ross 128, který se nachází v souhvězdí Panny. Byla objevena v roce 2017 pomocí spektrografu HARPS (High Accuracy Radial velocity Planet Searcher) v chilské observatoři La Silla, kterou provozuje ESO. Tato exoplaneta je vzdálená pouhých 11 světelných let od Země a je považována za jednu z nejbližších známých exoplanet podobných Zemi.

## Charakteristika
Ross 128 b má odhadovanou hmotnost přibližně 1,35násobku hmotnosti Země, což ji řadí mezi tzv. superzemě. Obíhá svou hvězdu ve vzdálenosti 0,0496 AU (asi 7,4 milionu kilometrů) s oběžnou dobou 9,9 dne. Díky své blízkosti ke své hvězdě je ale pravděpodobné, že planeta má vázanou rotaci, což znamená, že jedna její strana je neustále osvětlena, zatímco druhá zůstává ve stínu.

## Obyvatelnost
Ross 128 b se nachází v obyvatelné zóně své hvězdy, což znamená, že její povrchová teplota by mohla umožňovat přítomnost tekuté vody, pokud má planeta atmosféru podobnou Zemi. Povrchová teplota planety je odhadována na 280 K (přibližně 7 °C). Mateřská hvězda Ross 128 je relativně klidná ve srovnání s jinými červenými trpaslíky, jako je Proxima Centauri, což zvyšuje pravděpodobnost, že si Ross 128 b udržela svou atmosféru.
Modely ukazují, že planeta by mohla mít atmosféru srovnatelnou se Zemí. Pokud ano, dokázala by regulovat teplotu po celém povrchu. Studie z roku 2024 však naznačuje, že vyšší excentricita oběžné dráhy (0,21) by mohla vést k extrémnějším teplotním výkyvům a menší pravděpodobnosti stabilní obyvatelnosti.
Nové klimatické simulace naznačují, že kombinace vázané rotace a excentrické oběžné dráhy by mohla ovlivnit rozložení tepla na povrchu, přičemž obyvatelné oblasti by mohly být omezené pouze na oblast terminátoru.

## Další výzkum
Atmosférické vlastnosti Ross 128 b zatím nejsou známy, protože planeta z pohledu ze Země nepřechází před svou hvězdou (netranzituje). Přesnější informace by mohl poskytnout Vesmírný dalekohled Jamese Webba nebo Extremely Large Telescope.